# Tullebølle
Tullebølle is een plaats in de Deense regio Zuid-Denemarken, gemeente Langeland. De plaats telt 784 inwoners (2020).